# Summer Paradise (sång)
Summer Paradise är en sång skriven av Christian Oscarsson och Linda Sonnvik framförd av albanske Rod (Rodolf Byku) och svenska Ebba Knutsson.
Singeln släpptes den 26 juli 2016. Låten klättrade genast upp på topp 17 på Itunes Store försäljningslista i Sverige. Några veckor efter släppet kom "Summer Paradise" in på plats 27 respektive plats 11 på Spotify’s viral lista i både Sverige och Norge. Låten fick snabbt stor uppmärksamhet och har idag över 400.000 streams på musikstreaming-tjänsten Spotify.
Stora musikbloggar som Scandipop och PopMuzik skrev även om låten.

## Listplaceringar

### Internationella listor
| iTunes listan 2016 | Topplacering |
| ------------------ | ------------ |
| Sverige            | 17           |

| Viral listan Spotify 2016 | Topplacering |
| ------------------------- | ------------ |
| Sverige                   | 27           |
| Norge                     | 11           |